# Öjeby IF
Öjeby IF är en idrottsförening i Öjebyn i Piteå i Sverige. Klubben bildades den 2 november 1922. Damfotbollslaget spelade i Sveriges högsta division 1978.
Klubben har även producerat ishockeyspelarna Jan Sandström och Mattias Öhlund. Herrfotbollslaget spelade 2002 i Division IV, men åkte ur och hamnade i Division V. Inför säsongen 2010 fick Jörgen Öhlund jobbet som huvudtränare, och man satte upp som mål att senast 2015 spela i Division III. Tre säsonger senare hade laget spelat till sig en plats i Division IV. Som nykomlingar i Division IV slutade laget på sjätte plats. Under 2013 års säsong slutade laget på tredje plats i sin serie.

### Fotnoter
1. ↑  Jimmy Lindahl (25 februari 2004). ”Maratontabell för högsta damserien 1978-2003”. Bolletinen. http://www.bolletinen.se/sfs/pdf/stat_d_maraton_1978_2003_maratontab_f_hogsta_damserien.pdf. Läst 14 oktober 2013.

## Divisioner och placering genom tiderna
| År   | Division | Placering   | Tränare                                                         | Kommentar |
| ---- | -------- | ----------- | --------------------------------------------------------------- | --- |
| 2009 | 4        | 2           |                                                                 | Uppflyttning till Div 3 |
| 2010 | 3        | 6           |                                                                 | |
| 2011 | 3        | 8           |                                                                 | |
| 2012 | 3        | 4           |                                                                 | Uppflyttning till Div 2 |
| 2013 | 2        | 2           |                                                                 | |
| 2014 | 2        | 4           |                                                                 | |
| 2015 | 2        | 4           |                                                                 | |
| 2016 | 2        | 10          | Peter Lundman                                                   | Nedflyttning till Div 3 |
| 2017 | 3        | 5           | Peter Lundman                                                   | |
| 2018 | 3        | 4           | Peter Lundman                                                   | |
| 2019 | 3        | 1           | Peter Lundman                                                   | Uppflyttning till Div 2 |
| 2020 | 2        | 5           | Peter Lundman                                                   | Enkelserie p.g.a. Covid-19 |
| 2021 | 2 4      | 7 9         | Peter Lundman                                                   | Andralag (enkelserie) tillsammans med Infjärdens SK |
| 2022 | 2 4      | 10 6        | Div 2: Magnus Lundström, Thomas Berglund Div 4: Henrik Melander | Under säsongen inleddes ett samarbete tillsammans med Infjärdens SK och Blåsmark SK under namnet FC 65° Nord. Nedflyttning till Div. 3 för förstalaget. |
| 2023 | 3 4      | 10 Avbruten | Peter Lundman                                                   | Samarbetet FC 65° Nord fortsätter men utan Blåsmark SK.                                                                                                 |
| 2024 | 3        |             | Thomas Berglund                                                 | |

| År   | Division | Placering | Tränare          | Kommentar                                                                                     |
| ---- | -------- | --------- | ---------------- | --------------------------------------------------------------------------------------------- |
| 1999 | 4        | 4         |                  |                                                                                               |
| 2000 | 4        | 10        |                  | Nedflyttning till Div 5                                                                       |
| 2001 | 5        | 1         |                  | Uppflyttning till Div 4                                                                       |
| 2002 | 4        | 8         |                  | Nedflyttning till Div 5                                                                       |
| 2003 | 5        | 5         | Peder Rending    |                                                                                               |
| 2004 | 5        | 7         |                  |                                                                                               |
| 2005 | 5        | 8         | Björn Andersson  |                                                                                               |
| 2006 | 5        | 3         | Björn Andersson  |                                                                                               |
| 2007 | 5        | 6         | Thomas Höglund   |                                                                                               |
| 2008 | 5        | 4         | Thomas Höglund   |                                                                                               |
| 2009 | 5        | 8         | Thomas Höglund   |                                                                                               |
| 2010 | 5        | 3         |                  |                                                                                               |
| 2011 | 5        | 2         |                  | Uppflyttning till Div 4                                                                       |
| 2012 | 4        | 6         |                  |                                                                                               |
| 2013 | 4        | 3         |                  |                                                                                               |
| 2014 | 4        | 7         |                  |                                                                                               |
| 2015 | 4        | 3         |                  |                                                                                               |
| 2016 | 4        | 10        |                  |                                                                                               |
| 2017 | 5        | 5         |                  |                                                                                               |
| 2018 | 5        | 2         | Joel Öhman       | Uppflyttning till Div 4                                                                       |
| 2019 | 4        | 10        | Jörgen Öhlund    |                                                                                               |
| 2020 | 4        | 6         | Magnus Lundström | Enkelserie p.g.a. Covid-19                                                                    |
| 2021 | 4 5      | 10 6      | Andre Öhlund     | Nedflyttning till Div 5 Andralag tillsammans med Infjärdens SK, Lillpite IF, Hemmingsmarks IF |
| 2022 | 5        | 1         | Joel Öhman       | Uppflyttning till Div. 4                                                                      |
| 2023 | 4        | 6         | Joel Öhman       |                                                                                               |
| 2024 | 4        |           | Kristian Martin  |                                                                                               |